# 公務及司法人員薪俸及服務條件諮詢委員會聯合秘書處
公務及司法人員薪俸及服務條件諮詢委員會聯合秘書處（簡稱薪諮會聯合秘書處）是中華人民共和國香港特別行政區政府公務員事務局轄下的部門。秘書長由首長級乙級政務官擔任，屬首長級薪級第3點職位，現任秘書長為尤建中。

## 歷任秘書長
- 李立新（2001年12月1日至2004年11月20日）[1]
- 袁貞爾（署理）（2004年11月21日至2005年2月27日）[2]
- 李美嫦（2005年2月28日至2009年9月6日）[3]
- 李百全（2009年9月7日至2013年6月19日）[4]
- 吳靜靜（2013年6月20日-2017年9月3日）[5]
- 尤建中（2017年9月4日至2019年1月6日）
- 蘇翠影（2019年1月7日至2020年2月16日）
- 尤建中（2020年2月17日至今）

## 職能
香港公務及司法人員薪俸及服務條件諮詢委員會聯合秘書處為以下四個香港政府的諮詢公營機構提供專責的支援服務：
- 公務員薪俸及服務條件常務委員會
- 紀律人員薪俸及服務條件常務委員會
- 首長級薪俸及服務條件常務委員會
- 司法人員薪俸及服務條件常務委員會

## 外部連結
- 香港特別行政區政府 公務及司法人員薪俸及服務條件諮詢委員會聯合秘書處 （页面存档备份，存于）